# 川嶋虎之輔
川嶋 虎之輔（かわしま とらのすけ、1897年（明治30年）11月1日 - 1984年（昭和59年）7月2日）は、日本の陸軍軍人、政治家。最終階級は陸軍少将。八千代市議会議長。川島と表記される場合がある。

## 経歴
和歌山県出身。陸軍主計大尉・川嶋守太郎の息子として生まれる。水戸中学校（現在の茨城県立水戸第一高等学校）、名古屋陸軍地方幼年学校、中央幼年学校を経て、1919年（大正8年）5月、陸軍士官学校（31期）を卒業。同年12月、砲兵少尉に任官し重砲兵第3連隊付となる。1922年（大正11年）12月、砲兵中尉に昇進。1925年（大正14年）12月、兵科を航空兵に転科し航空兵中尉に任官し下志津陸軍飛行学校教官に就任。1931年（昭和6年）11月、陸軍大学校（43期）を卒業し飛行第5連隊中隊長に就任した。
1932年（昭和7年）7月、飛行第10大隊付となり、第3師団参謀に転じ、1934年（昭和9年）8月、航空兵少佐に昇進。1934年（昭和9年）12月、陸軍省整備局課員に就任。1937年（昭和12年）3月、航空兵中佐に進み陸軍航空本部員に就任。1939年（昭和14年）8月、航空兵大佐に昇進し、航空本部第2課長となる。
1941年（昭和16年）3月、第3飛行集団参謀長に発令され日中戦争に出征。1942年（昭和17年）4月、第51教育飛行師団参謀長に転じた。航空本部総務課長を経て、1943年（昭和18年）8月、陸軍少将に進級し大本営航空通信保安長官に就任。1944年（昭和19年）1月、航空本部補給部長となり、航空本部整備部長、航空総軍参謀副長兼航空本部総務部長を歴任。1945年（昭和20年）7月、第6航空軍参謀長に発令され、福岡で終戦を迎えた。同12月、予備役に編入された。1947年（昭和22年）11月28日、公職追放仮指定を受けた。
その後、1962年（昭和37年）から1969年（昭和44年）まで八千代市議会議長を務めた。

## 親族
- 娘婿 糸井誠次（陸軍少佐）・荒井勇次郎（陸軍少佐）[1]